# Next (телесериал)
«Next» — российский криминальный телевизионный художественный фильм режиссёра Олега Фомина, снятый в 2001 году. Транслировался на телеканалах «REN-TV» и «ОРТ». На «ОРТ» сериал выходил под названием «Следующий».

## История создания
Сценарий будущего сериала в течение нескольких лет оставался нереализованным и первоначально должен был быть снят в формате полнометражного фильма.
Олег Фомин и Александр Абдулов до съёмок данного сериала успели сработаться и сдружиться во время съёмок мини-сериала «Фаталисты», который вышел на «РЕН ТВ» в том же году, что и «Next».
Абдулов уже успел ознакомиться со сценарием сериала, который был написан его однокурсником Алексеем Тиммом. Фомин, не подозревая об этом, предложил Абдулову главную роль. Тот, в свою очередь, предложил Сергея Степанченко и Нину Усатову на роли Санчо и Клавдии соответственно, хотя Фомин довольно долго и упорно пытался заполнить эти роли.

## Сюжет

### Первая серия
Фёдор Розгин (Александр Лойе) — 18-летний компьютерный и финансовый гений. Он живёт на окраине Москвы со своей тётей Клавдией (Нина Усатова), которая старается обеспечить Федю всем необходимым, работая на кавказца Русика (Владимир Епископосян) продавщицей бытовой химии на одном из московских рынков. Федечку «срезали» на вступительном экзамене в институт, и для того, чтобы его не забрали в армию, ему нужно оплатить «подготовительные курсы» стоимостью 200 долларов в месяц (для Розгиных цена заоблачная). Чтобы восстановить справедливость, Клава решается на «крайнюю меру».
В это время в Подмосковье, в особняке, живёт Фёдор Лавриков по прозвищу «Лавр» (Александр Абдулов) — вор в законе. Он по бандитским понятиям не может иметь семьи и детей, а, будучи стариком, заботится о том, что оставит после себя, что беспокоит лучшего друга и дворецкого Лавра Санчо (Сергей Степанченко). Над Лавром нависла угроза со стороны «Дюбеля» (Олег Фомин), пытающегося самоутвердиться в воровском мире, ведя скрытую войну с Лавром за небольшой завод на грани банкротства. «Змеем-искусителем» в этом вопросе является «Гамлет» (Сергей Чонишвили), финансовый советник Лавра, тайно сотрудничающий с Дюбелем.
Клава является к Лавру и показывает ему фото 18-летней давности, на которой Лавр изображён вместе с сестрой Клавы Катей. В своё время она получила профсоюзную путёвку в Сочи, где между Катей и Лавром случился «курортный роман», в результате которого родился Фёдор. Лавр считает, что это шантаж или провокация. Сравнивая фотографии Фёдора и свои, он замечает между ними явное сходство. Он звонит в офис министра здравоохранения и договаривается о тесте ДНК. После он едет в институт и «договаривается» по поводу зачисления Федечки.

### Вторая серия
Лавр, Санчо и Ессентуки (Сергей Греков), начальник охраны Лавра, находятся около института, выжидая Фёдора. Когда тот приходит, Ессентуки по приказу Лавра отправляется с бойцами за мальчиком и оглушают его эфиром, чтобы потом отвести в лабораторию генетики. Вечером Клава находит Федечку на скамейке около дома и из его слов понимает, что её план сработал. Тем же вечером Лавр дает понять Дюбелю, что хоть он и стар, но сражаться будет до конца.
Весь следующий день Лавр ходит по трамваям, продолжая практиковать карманные кражи (только теперь он возвращает добычу владельцам). Клавдия, обеспокоенная похищением Федечки, начинает разговаривать с племянником, но тот лишь отшучивается.
Результаты анализов ДНК с вероятностью почти 100 % показывают, что Лавр — отец Фёдора. Решаясь стать частью жизни сына, Лавр отправляется на рынок к Клавдии, чтобы убедить её сделать Федечку своим сотрудником-программистом. Клавдия соглашается и сначала пытается рассказать Федечке о Лавре как о меценате, но тот распознает ложь и считает, с подтверждением Клавы, что та просто нашла ему место заработка перед институтом.

### Третья серия
В особняке Лавр говорит, что ему нужна «молодая кровь», способная независимо мыслить. Вечером, поработав с данными Лавра, Федечка понимает, что Лавр не просто бизнесмен, а вор в законе, и советует не связываться с заводом, который больше отнимет, чем прибавит. О статусе Федечки, сыне Лавра, узнает Гамлет.
На следующее утро Фёдор присоединяется к поездке к пиццеделу (Вячеслав Гришечкин), который не платит «дань». Вместо крупного погрома в пиццерии Федечка договаривается с хозяином о том, чтобы его курьеры нашли несколько помещений, чтобы на их базе создать сеть ресторанов, а с ними и легальное акционерное общество закрытого типа.
На встрече Лавра с Гамлетом и своим банкиром (Георгий Мартиросьян) Федечка ставит свою позицию по поводу завода. Гамлет решительно настроен против Федечки, но когда тот уходит, Лавр, следуя расчётам Федечки, решается прислушаться к советам сына.

### Четвёртая серия
Лавр едет на «сходку» авторитетов Москвы и близлежащих территорий. Дюбель уже успел показать всем копию его анализов. Авторитеты готовы простить Лавра, если тот пообещает не признавать Федю юридически, но Лавр сам снимает с себя регалии «короля».
Позже Дюбель выпускает две пули в спину Лавру, бывшему в бронежилете.
Проходит время. Федя Лавриков-младший, перенявший у отца стиль одежды и прически, помогает Лаврикову-старшему подняться на ноги.

## В ролях
| Актёр                | Роль                                  |
| -------------------- | ------------------------------------- |
| Александр Абдулов    | Фёдор Павлович Лавриков («Лавр»)      |
| Александр Лойе       | Фёдор («Федечка») Розгин, сын «Лавра» |
| Нина Усатова         | тётя Клава                            |
| Сергей Степанченко   | «Санчо»                               |
| Сергей Греков        | «Ессентуки»                           |
| Олег Фомин           | «Дюбель»                              |
| Сергей Чонишвили     | «Гамлет»                              |
| Татьяна Арнтгольц    | Ната                                  |
| Мария Аронова        | дама в вузе                           |
| Сергей Николаев      | пассажир в трамвае                    |
| Алексей Панин        | сотрудник автосалона                  |
| Владимир Епископосян | Русик                                 |
| Вячеслав Гришечкин   | хозяин пиццерии                       |
| Георгий Мартиросян   | банкир                                |
| Ольга Копосова       | Алёна, секретарша банкира             |
| Виталий Шаповалов    | председательствующий «авторитет»      |
| Игорь Юраш           | частник                               |
| Дмитрий Миллер       | охранник «Лавра»                      |

## Награды
- 2002 год — РТФ «Сполохи» в Архангельске. Приз лучшему исполнителю главной роли (Александр Абдулов).
- 2002 год — РТФ «Сполохи» в Архангельске. Приз за лучшую роль второго плана (Сергей Степанченко).
- 2002 год — ТЭФИ. Номинация «Продюсер» (Дмитрий Лесневский)
- 2003 год — Золотой орёл. Номинация «Лучший телевизионный фильм»[2].